# Reykjavíkurdætur
Reykjavíkurdætur (mot islandais signifiant littéralement « les filles de Reykjavik ») est un groupe de hip-hop islandais, formé en 2013. La composition de ce collectif est variable (dix-neuf puis dix-sept membres en 2016).

## Biographie
Le groupe se constitue en 2013 à l'occasion d'une scène libre récurrente d'un bar de Reykjavik. N'étant que trois au début, le nombre de membres du groupe augmente au fil des rencontres. Le nombre se stabilise à seize chanteuses et un DJ, pour répondre aux besoins des festivals.
L'une des chanteuses du groupe, Salka Sól Eyfeld, s'étonne elle-même que le groupe soit parvenu à faire un rap aux paroles féministes et engagées, dans un paysage musical exclusivement masculin. Celle-ci est également à la tête du groupe de reggae AmabAdamA, actrice dans la série Trapped et coach musicale de la version local de The Voice. Le groupe réalise une tournée européenne, RVKDTR Europe Tour, du 18 juin au 17 juillet 2016. Elles seront présentes aux Rencontres Trans Musicales de Rennes, le 3 décembre 2016.

## Style et influences
Les textes de Reykjavíkurdætur évoquent différents thèmes de la vie en Islande, et plus particulièrement des femmes islandaises. Dans une interview en 2016, le groupe indique parler dans ses chansons de « la politique, les abus sexuels, l'approche maternelle face aux politiciens corrompus, le féminisme, la sodomie, les poils, le body shaming, l'empowerment des femmes, la culture du viol, les ruptures amoureuses ». Elles chantent pratiquement exclusivement en islandais. Leur chanson Drusla (« salope »), issue de leur premier album RVK DTR, est devenue l'hymne de la marche des salopes islandaise et une critique du slut-shaming.
Parmi les influences, les membres du groupe indiquent écouter Angel Haze, Nneka, Cell 7, Beyoncé, Little Simz, Dreezy, Jojo Abot, Shadia Mansour. L'accueil fait à leurs textes et leurs prestations est plutôt favorable à l'étranger, mais reste souvent plutôt hostile à domicile. Pas de passage en radio nationale, des critiques de la part de groupes de rap masculins, et la fermeture d'esprit de bon nombre d'Islandais, « cinquante pour cent de la population [étant] racistes, anti-féministes, étroits d'esprit et vivant renfermés sur eux-mêmes » selon Vigdís Ósk, des propos nuancés par d'autres membres du groupe.

## Discographie
- 2016 : RVK DTR[2]